# Wake Up Call (Theory of a Deadman)
Wake Up Call è il sesto album in studio del gruppo musicale canadese Theory of a Deadman, pubblicato nel 2017.

## Tracce
1. Straight Jacket – 4:00
2. Rx (Medicate) – 3:53
3. Echoes – 3:58
4. Wake Up Call – 3:55
5. PCH – 3:35
6. G.O.A.T. – 4:08
7. Loner – 3:36
8. Time Machine – 2:56
9. Glass Jaw – 3:52
10. Po Mouth – 3:34
11. Wicked Game – 3:40

## Formazione
- Tyler Connolly – voce, chitarra
- Dave Brenner – chitarra
- Dean Back – basso
- Joey Dandeneau – batteria